# Kokumi

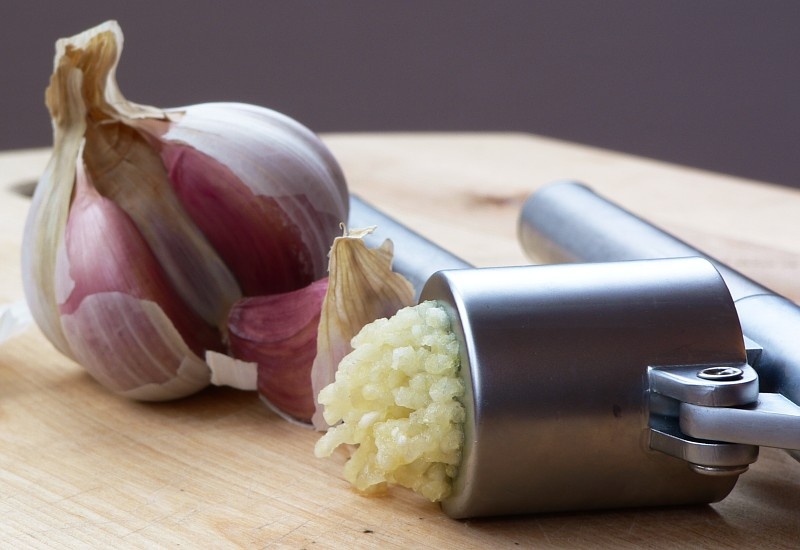
Knoblauchextrakte werden zur Untersuchung von kokumi verwendet.

Kokumi (japanisch コク味 abgeleitet von こく koku ‚reich‘ und 味 mi ‚Essenz‘; allgemein ‚Geschmack‘, ‚Würze‘ oder ‚Aroma‘) wird in der Physiologie eine Qualität des Geschmackssinnes bezeichnet, welche die Geschmacksempfindungen für süß, salzig und umami verstärkt.

## Eigenschaften
Rezeptoren aus der Gruppe CaSR auf der Zunge binden Calciumionen und verstärken die Sinneseindrücke umami, süß und salzig. Eine Mindestkonzentration an Calciumionen ist notwendig zur Aktivierung des CaSR, die physiologischen Calciumkonzentrationen entspricht. Verschiedene andere kokumi-auslösende Substanzen wurden beschrieben, die ebenfalls an CaSR binden, darunter manche schwefelhaltige Verbindungen und manche Peptide. Die Geschmackswahrnehmung nach Aktivierung von CaSR wird als kokumi bezeichnet. CaSR wird auf der Zunge nur auf manchen Zellen gebildet, die sich von Geschmackssinneszellen der fünf Grundgeschmäcker unterscheiden. In Folge der Aktivierung des CaSR werden ins Zytosol der Sinneszelle Calciumionen aus intrazellulären Speichern als sekundäre Botenstoffe freigesetzt.

## Geschmacksauslösende Stoffe
Beispiele für Substanzen, die die Geschmackswahrnehmung kokumi auslösen, sind – neben Calciumionen – bestimmte schwefelhaltige Verbindungen, darunter verschiedene Derivate der Aminosäure Cystein wie beispielsweise S-(1-Propenyl)-L-cysteinsulfoxid (synonym: Isoalliin) aus der Zwiebel sowie (+)-S-Methyl-L-cysteinsulfoxid, γ-L-Glutamyl-S-allyl-L-cystein und S-(2-Propenyl)-L-cysteinsulfoxid (synonym: Alliin) aus dem Knoblauch, die jeweils charakteristische Stoffe für diese Pflanzen sind. Daneben wurde auch das Cystein-enthaltende Tripeptid Glutathion (Aminosäure-Kurzschreibweise: γ-ECG) als kokumi-auslösend beschrieben. Das analoge Tripeptid γ-Glutamylvalylglycin (Kurzschreibweise: γ-EVG) erzeugt eine etwa zehnfach stärkere kokumi-Wahrnehmung als Glutathion. Es wurde 2010 in den USA als Generally Recognized As Safe (GRAS) zugelassen. In Japan wurde es im August 2014 als Lebensmittelzusatzstoff zugelassen. Weiterhin wurden Norvalin-enthaltende γ-Glutamylpeptide wie γ-Glutamylnorvalylglycin und γ-Glutamylnorvalin sowie Protamin, Polylysin, L-Histidin und Cinacalcet (ein Calcium-Mimetikum) beschrieben. Der CaSR-Hemmstoff NPS-2143 hemmt die kokumi-Geschmackswahrnehmung.